# Inez Turner
Inez Turner (Trelawny, 3 gennaio 1972) è un'ex velocista e mezzofondista giamaicana.

## Palmarès

### Mondiali
- 1 medaglia:
  - 1 bronzo (Atene 1997 nella staffetta 4x400 m)

### Giochi del Commonwealth
- 2 medaglie:
  - 1 oro (Victoria 1994 negli 800 m piani)
  - 1 argento (Victoria 1994 nella staffetta 4x400 m)

### Giochi panamericani
- 1 medaglia:
  - 1 bronzo (L'Avana 1991 nella staffetta 4x400 m)

### Universiadi
- 1 medaglia:
  - 1 argento (Buffalo 1993 negli 800 m piani)

### Mondiali Under 20
- 1 medaglia:
  - 1 argento (Plovdiv 1990 nella staffetta 4x400 m)

### Campionati centro-americani e caraibici
- 1 medaglia:
  - 1 bronzo (Cali 1993 negli 800 m piani)